# 潘濬 (萬曆進士)
潘濬（？—1628年），字季深，號澄源，廣東廣州府南海县人，軍籍，明朝政治人物。

## 生平
幼颖悟过人，万历二十八年（1600年）庚子科廣東鄉試第七十四名舉人，二十九年（1601年）辛丑科進士，户部觀政，授江西安福县知縣，在任七年，三十七年升兵部主事，三十八年考选，四十年授山西道御史，十月奉命巡按贵州。尋以丁艰去任，四十四年服闋，即差巡按云南，解元嚴維寅的妻子暖昧事发，同年李嗣淳將其生埋，潘濬力正其擅杀之律。天啓二年（1622年）八月升太仆寺少卿，巡视东路。历三載，天啓五年六月擢都察院左佥都御史、协理院事，甫三月，魏忠贤欲为所亲地，出为南京刑部右侍郎。六年閏六月复改北京刑部右侍郎。當時海内并建魏忠贤生祠，有違命的，即被逮系，潘濬多所庇宥。忠贤知不附己，天啓七年二月乃出为南京刑部尚书。有太学生倡建忠贤祠，潘濬严正其罪，期月之后，以病乞归，至江西南昌病卒。濬为人负气节，有胆略，遇事不动声色。居家端方廉静，片刺不入公府。卒赠太子少保，遣官谕祭葬，祀乡贤。

## 家族
曾祖潘茂名，祖潘文重，父潘京。